# Томский 39-й пехотный полк
39-й пехотный Томский Его Императорского Высочества Эрц-Герцога Австрийского Людвига-Виктора полк, с 28.07.1914 — 39-й пехотный Томский полк — пехотная воинская часть Русской императорской армии. С 1818 г. и до конца существования входил в состав 10-й пехотной дивизии.

## Места дислокации
В 1820 году — м. Дунаевцы.

## Формирование и кампании полка
На основании положения от 29 ноября 1796 года в Томске из Екатеринбургского и Семипалатинского полевых батальонов с добавлением людей из упразднённого Иркутского драгунского полка и рекрутов сформирован двухбатальонный Томский мушкетёрский полк. Со времени сформирования Томский полк постоянно квартировал в Томской губернии. Первым "боевым" делом Томского полка явилось участие в подавлении беспорядков на Колывано-Воскресенских горных заводах в 1798 году.
В 1808 году Томскому полку было приказано выступить из Томской губернии в поход к границам Галиции, куда он прибыл через год, и находился там в составе вспомогательного корпуса, выставленного против австрийцев на основании Тильзитского мира. Однако в связи с отсутствием боевых действий полк до конца 1809 года нёс охрану государственной границы.
В апреле 1812 года Томский полк вошёл в состав 6-го корпуса и с началом вторжения Наполеона в Россию непрерывно находился в арьергардных боях с французами. Соединившись в Дрисском лагере с 1-й Западной армией, Томский полк затем участвовал в сражениях при Смоленске и Бородине. При оставлении Москвы Томский полк одним из последних покинул пределы города, прикрывая отступление русской армии в Тарутино.
С началом наступательных действий Томский полк сражался при Малоярославце и у Красного. Понеся большие потери в личном составе, Томский полк был оставлен в Могилёвской губернии для переформирования и пополнения и в дальнейших делах при окончательном изгнании Наполеона участия не принимал.
В августе 1813 года Томский полк вошёл в состав отряда, блокировавшего крепость Модлин, и после сдачи этой крепости квартировал в Польше, а с декабря 1814 года — в Брест-Литовске.
При возвращении Наполеона с острова Эльбы Томский полк был двинут в пределы Франции, но к решающим событиям кампании Ста дней не успел и в декабре того же года вернулся в Россию.
С началом в 1828 году русско-турецкой войны Томский полк отправился к театру военных действий и, переправившись через Дунай, участвовал в штурме Рахова. После перехода через Балканы Томский полк занял Софию, а по заключении мира с Турцией находился в Валахии. За доблесть, выказанную в делах против турок, особенно — в сражении при Боелешти, где 2 батальона полка выдержали первую атаку турецкой кавалерии, нижним чинам полка были пожалованы знаки на головные уборы с надписью «За отличие».
28 января 1833 года, при общей реформе армии, на усиление Томского полка были причислены 2-й батальон 34-го егерского полка и 1-й и 3-й батальоны старого Севастопольского пехотного полка. Сам Томский полк был переименован из пехотного в егерский.
В 1849 году Томский полк, состоя в отряде генерала Гротенгельма, участвовал в подавлении Венгерского восстания.
В начале 1853 года Томский полк был расквартирован в Подольской губернии и с открытием Крымской войны был двинут на Дунай, где действовал против Журжи, Слободзеи и Рущука. После высадки англо-французов в Крыму Томский полк был направлен на усиление Севастопольского гарнизона и, войдя в состав отряда генерала Соймонова, участвовал в кровопролитнейшем Инкерманском сражении. При обороне Севастополя Томский полк сражался на 3-м, 4-м и 5-м бастионах. После оставления города полк был расположен на реке Каче и составлял резерв армии.
5-й резервный и 6-й запасной батальоны Томского полка во время Севастопольской страды находились в Одессе и принимали участие в отражении англо-французского флота, бомбардировавшего город.
За отличия и храбрость, оказанные полком во время Крымской войны, Томскому полку были пожалованы Георгиевские знамёна с надписью «За Севастополь в 1854 и 1855 годах».
По окончании военных действий Томский полк был переведён на новые квартиры: в город Белёв Тульской губернии, при этом ему было положено выделять караульные команды в Москву.
По случаю вспыхнувшего в Польше мятежа, Томский полк отправился в Варшавскую губернию, где неоднократно имел боевые столкновения с поляками.
13 октября 1863 года из 4-го резервного батальона и бессрочно-отпускных 5-го и 6-го батальонов Томского пехотного полка был сформирован Новочеркасский пехотный полк. 25 марта 1864 года Томский полк получил № 39.
Высочайшим приказом 22 мая 1873 года полк, по случаю пожалования шефа, стал именоваться 39-м пехотным Томским Его Императорского Высочества эрцгерцога Австрийского Людвига Виктора полком.
Во время русско-турецкой войны 1877—1878 годов Томский полк оставался на своих квартирах в Ленчице, однако некоторое число чинов было прикомандировано к 11-му стрелковому батальону и участвовали в делах с турками под Шипкой, Шейновым и Плевной.
7 апреля 1879 года Томский полк был приведён в четырёхбатальонный состав, причём стрелковые роты в каждом батальоне были упразднены. С октября 1892 года полк постоянно располагался в Ловиче.
В 1900 году 39-й Томский пехотный полк был направлен для участия в боевых действиях Русской армии на территории сотрясаемого от восстаний Китая — участвовал в знаменитом Китайском походе.
В 1910 году переведён в город Козлов Тамбовской губернии, где для полка на городские средства была построена казарма.

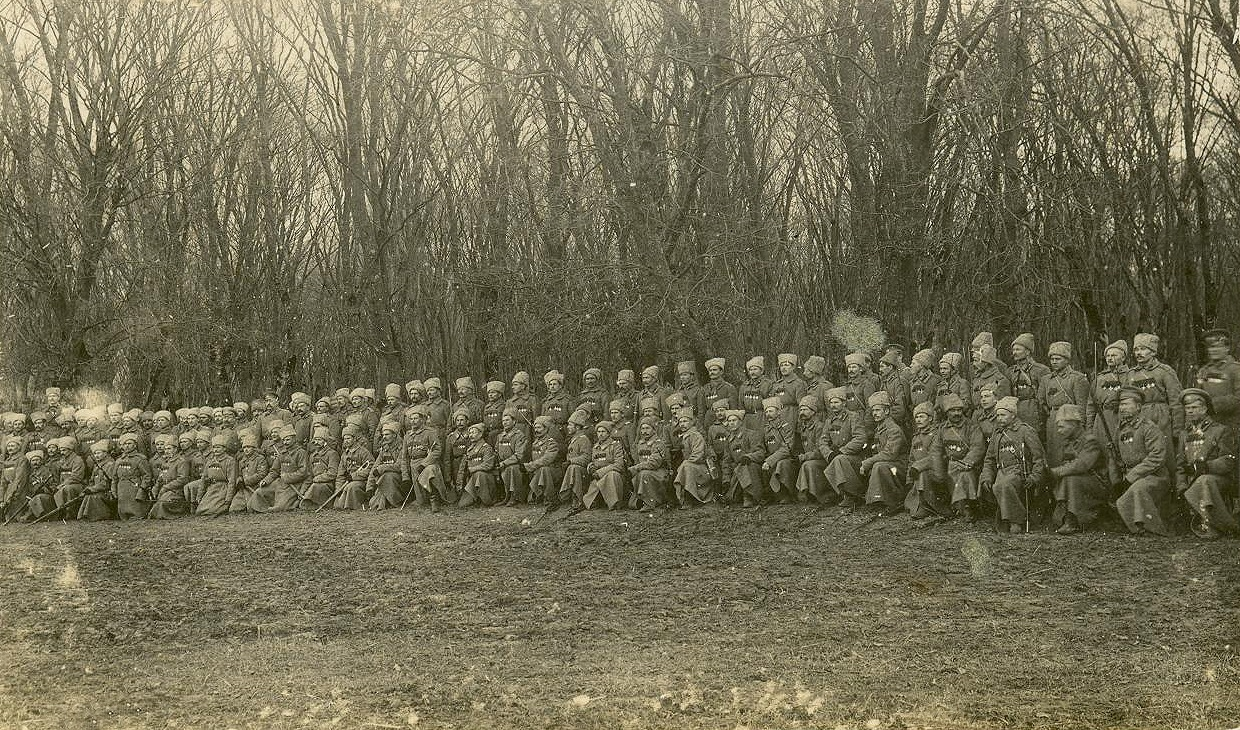
Георгиевские кавалеры 39-го пехотного Томского полка. 1916

В связи с участием Австро-Венгрии в Первой мировой войне на стороне противников Российской империи, именование полка по шефу 26 июля 1914 года было отменено. В начале июля 1916 г. оперировал в сражении у Берестечко.
Российские события октября 1917 года полк встретил на территории Волынской губернии Российской империи в составе 11-й армии Юго-Западного фронта Русской императорской армии.
39-й пехотный Томский полк прекратил своё существование весной 1918 года, вместе со всей Русской императорской армией.

## Оркестр

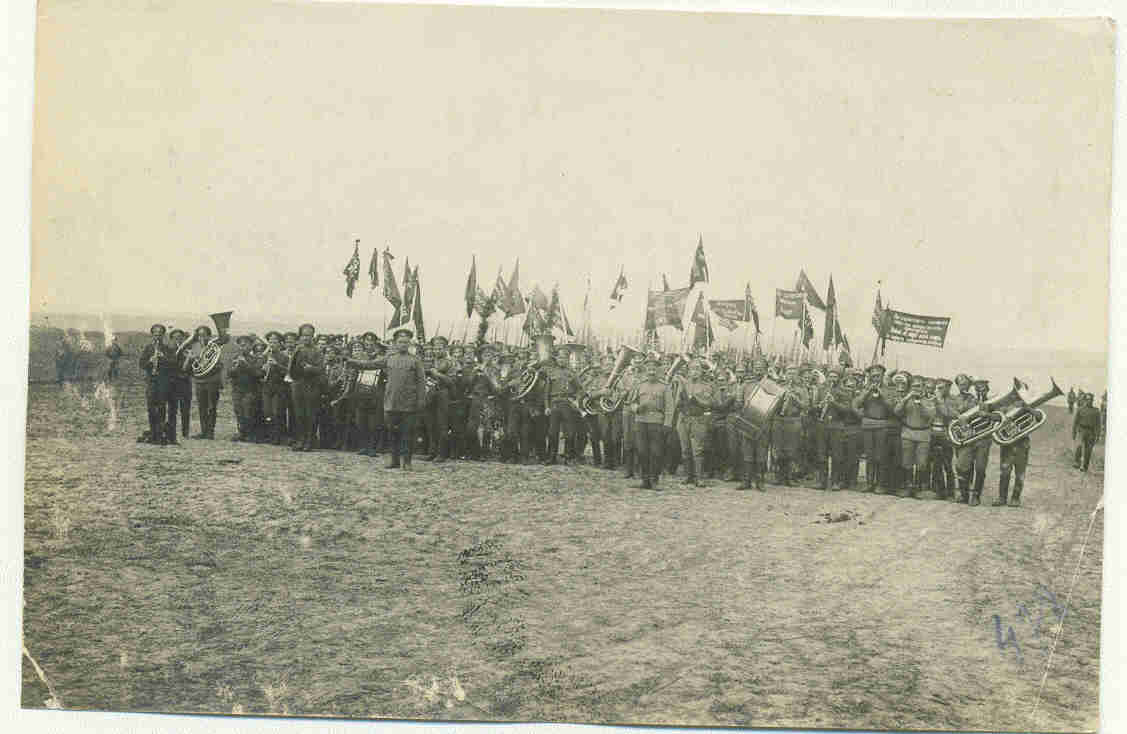
Оркестр 39-го Томского пехотного полка

Солдатская песня 39 пехотного Томского полка:
«Томский полк готов к походу,
Гордо знамя реет!
На копье его Георгий
Исстари белеет.
Он добыт на поле брани
Кровью дедов наших
И покрыт отцовской славой
Храбро в битвах павших.
Нам отцы в наследство дали
Честь и доблесть дедов;
Не забыть они велели
Про поход на шведов.
Про Дунай и Севастополь,
Альпы и Полтаву,
Бородинский бой и Хиву,
И Кавказа славу.
Мы готовы наших предков
Следовать примеру
И умрем за честь России,
За царя и веру!
С их заветами не страшно
В бой идти кровавый!
Мы покроем наше знамя
Новой громкой славой!» — Генерал-лейтенант П. Кардиналовский/Кардиналовский Петр. Солдатская песня 39-го пехотного Томского полка. Одесса, Б. г. — 1 с.

## Знаки отличия полка
- Полковое Георгиевское знамя с надписями «За усмирение Трансильвании в 1849 году и за Севастополь в 1854 и 1855 годах» и «1796—1896» с Александровской юбилейной лентой. Пожаловано высочайшей грамотой от 29 ноября 1896 года.
- Знаки на головные уборы для нижних чинов с надписью «За отличие», пожалованные полку 6 апреля 1830 года за русско-турецкую войну 1828—1829 годов.

## Шефы полка
- 03.12.1796 — 17.05.1797 — генерал-майор Юргенц, Давид Николаевич
- 17.05.1797 — 09.09.1797 — генерал-майор Марков, Фёдор Иванович
- 09.09.1797 — 14.12.1798 — генерал-майор Ивелич, Марк Константинович
- 14.12.1798 — 02.11.1799 — генерал-майор Павлуцкий, Михаил Федотович
- 02.11.1799 — 15.10.1800 — генерал-майор Лавров, Николай Иванович
- 15.10.1800 — 16.10.1800 — генерал-майор Тизенгаузен, Антон Иванович
- 16.10.1800 — 16.03.1801 — генерал-майор Вяземский, Сергей Сергеевич
- 16.03.1801 — 19.08.1804 — генерал-майор Стеллих, Пётр
- 19.08.1804 — 05.04.1809 — генерал-майор Голынский, Адам Юрьевич
- 12.04.1809 — 08.01.1813[3] — генерал-майор Лихачёв, Пётр Гаврилович
- 22.05.1873 — 26.07.1914 — эрцгерцог австрийский Людвиг Виктор

## Командиры полка
- хх.хх.хххх — 30.12.1797 — полковник Винклер, Иван Карлович
- 30.12.1797 — 20.08.1798 — полковник Павлуцкий, Михаил Федотович
- 07.12.1798 — 29.03.1806 — майор (с 08.03.1799 подполковник, с 15.06.1800 полковник) Казачковский, Кирилл Фёдорович
- 27.06.1807 — 30.05.1811 — майор Каменщиков, Иван Иванович
- 20.08.1811 — 30.08.1816 — подполковник (с 20.01.1813 полковник) Попов, Иван Иванович
- 30.08.1816 — 27.10.1816 — полковник Петерсен, Иван Фёдорович
- 27.10.1816 — 15.09.1817 — полковник Назимов
- 15.09.1817 — 23.11.1817 — подполковник Капцевич, Иван Михайлович
- 23.11.1817 — 20.03.1821 — полковник Назимов
- 20.03.1821 — 06.05.1831 — подполковник (с 26.11.1823 полковник) Живоглядов (Живоселядов, Пётр Иванович?)
- 06.05.1831 — 12.03.1833 — командующий подполковник Агатонов, Александр Афанасьевич
- 12.03.1833 — 29.11.1834 — полковник Квицинский, Онуфрий Александрович
- 29.11.1834 — 26.07.1839 — полковник Павлов, Прокофий Яковлевич
- 26.07.1839 — 23.09.1846 — полковник (с 25.06.1845 генерал-майор) Жеребцов, Сергей Петрович
- 23.09.1846 — 17.09.1847 — полковник (с 06.12.1846 генерал-майор) Бурковский, Алексей Тихонович
- 17.09.1847 — 08.04.1851 — полковник Берг, Канут Андреевич
- 08.04.1851 — 22.04.1855[4] — полковник Пустовойтов, Трофим Павлович
- 22.04.1855 — 28.02.1857 — подполковник (с 30.08.1855 полковник) Лисаевский, Фёдор Андреевич
- 28.02.1857 — 06.01.1863 — полковник Фиркс, Александр Александрович
- 16.01.1863 — 26.10.1863 — полковник Листовский, Эдуард Вацлавович
- 26.10.1863 — 30.08.1873 — полковник Эйхен, Фёдор Фёдорович
- 30.08.1873 — хх.хх.1880 — полковник Подгорецкий, Василий Сергеевич
- 25.10.1880 — 06.09.1891 — полковник Полянский, Василий Амфианович
- 23.09.1891 — 24.06.1896 — полковник Газенкампф, Иван Александрович
- 23.06.1896 — 09.06.1898 — полковник Васильев, Пётр Константинович
- 22.06.1898 — 30.04.1900 — полковник Эсаулов, Михаил Нилович
- 29.05.1900 — 22.11.1904 — полковник Снарский, Иван Александрович
- 22.11.1904 — 09.03.1909 — полковник Соколов, Владимир Иванович
- 09.05.1909 — 14.08.1913 — полковник Рутковский, Иосиф Викентьевич
- 08.09.1913 — 13.02.1916[5] — полковник Пацевич, Михаил Григорьевич
- 22.02.1916 — 27.09.1916 — полковник Григорьев, Николай Николаевич
- 22.12.1916 — 28.04.1917 — полковник Цытович, Владимир Михайлович
- 28.04.1917 — после 23.10.1917 — полковник Мисаковский, Александр Васильевич

## Известные люди, служившие в полку
- Белогужев, Александр Николаевич — генерал от инфантерии, член Капитула Российских императорских и царских орденов.
- Леман, Павел Михайлович — полковник, член Южного общества декабристов.
- Попов, Василий Степанович — действительный тайный советник, член Государственного совета.
- Рудыковский, Андрей Петрович — майор, писатель-мемуарист.
- Рудыковский, Евстафий Петрович — военный врач, писатель, участник Наполеоновских войн.
- Чарыков, Валерий Иванович — тайный советник, Минский гражданский губернатор.

## Другие формирования этого имени
- Томский гарнизонный батальон — сформирован 18 января 1720 года как Тобольский гарнизонный полк, в 1764 году преобразован в Томский гарнизонный батальон и после нескольких переименований и преобразований к началу Первой мировой войны был 17-м Сибирским стрелковым полком.
- Томский драгунский полк — существовал в XVIII веке, обстоятельства его сформирования и упразднения не выяснены.
- 8-й пехотный Сибирский резервный Томский полк — образован в конце XIX века, принимал участие в русско-японской войне, с началом Первой мировой войны переформирован в один из Сибирских стрелковых полков второй очереди.

## Депутация 39-го пехотного Томского полка в Вене и Руане в 1898 году[6]
В мае 1898 года из лагеря под Скерневицами отправилась в Вену депутация в составе командира полка полковника Васильева, командира 1-й роты штабс-капитана Архипова и фельдфебеля Андрея Лесового для поднесения поздравления своему шефу, по случаю двадцатипятилетия со дня назначения эрцгерцога австрийского Людвига Виктора шефом полка.

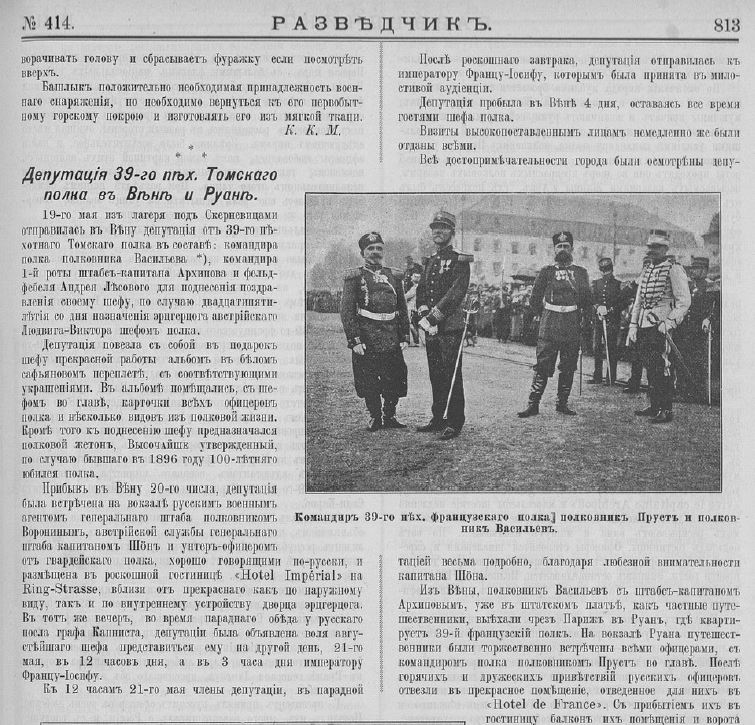
Фрагмент страницы журнала «Разведчик» № 414 за 1898 год

21 мая 1898 года депутация была принята шефом полка, которому были торжественно вручены полковые подарки: фотографический альбом в белом сафьяновом переплёте с фотографиями офицеров полка и несколькими сценами полковой жизни, а также Высочайше утверждённый в 1896 году к 100-летию полка полковой жетон. В ответ августейший шеф Людвиг Виктор вручил обоим офицерам в подарок свои кабинетные портреты в рамах, а фельдфебелю — золотые часы. Также депутации и ряду отсутствовавших офицеров были пожалованы ордена.
В этот же день, в 3 часа дня депутацию принял Император Франц Иосиф I.
После четырёхдневного пребывания в Вене, полковник Васильев со штабс-капитаном Архиповым, уже в штатском платье, как частные путешественники, выехали через Париж в Руан, где квартировал 39-й французский полк. На вокзале Руана путешественники были торжественно встречены всеми офицерами с командиром полка полковником Прустом во главе.
Пять дней, проведенные русскими офицерами в Руане, как описывает источник: "… были рядом торжеств и восторженных оваций, как со стороны военных, так и со стороны граждан города. Каждый их выезд из гостиницы приветствовался громкими криками громадной толпы «Vive la Russie!».
Гости были приняты начальником дивизии героем сражений под Севастополем (на стороне коалиции) генералом Маделором. После завтрака российские посланники были приглашены на учения и парад 39-го полка. По свидетельству очевидцев парад проходил очень торжественно в присутствии 20 000 зрителей. По окончании парада русские офицеры были окружены восторженной публикой. Затем было общее фотографирование, обед и бал.
По окончании визита в Руан депутация отправилась в Париж, где на следующий день была принята Президентом Французской республики Феликсом Фором.

## Томский полк в культуре
Певец Олег Газманов посвятил полку свою песню «Сибирский полк». Премьера песни состоялась в 2014 году на праздновании 410-летия Томска.
В 2012 году в городе Томске к годовщине Бородинского сражения был открыт памятник воинам Томского полка в честь победы России в Отечественной Войне 1812 года. Авторы проекта: архитекторы Муленок В. В., Муленок П. В., скульптор Гнедых А. Н., инженер Сухотеплый П. С.

### Комментарии
1. ↑  В 1818 г. эта дивизия именовалась 13-й пехотной дивизией